# Cá gộc lớn châu Phi
Cá gộc lớn châu Phi (danh pháp hai phần: Polydactylus quadrifilis) là một loài cá gộc trong họ Cá vây tua (Polynemidae). Có hai biến thể: một loài sinh sống ở vùng nước ngọt và một loài sinh sống ở nước mặn.

## Đặc điểm
Loài này có chiều dài phổ biến khoảng 150 cm, tối đa dài khoảng 200 cm và cân nặng 75 kg.
Cá gộc lớn châu Phi sống trong vùng đáy nhiều cát và bùn môi trường nước mặn hay nước lợ ven biển ở độ sâu 15–55 m, trong khu vực nhiệt đới với tọa độ khoảng 22° vĩ bắc - 5° vĩ nam, 18° kinh tây - 13° kinh đông, trong khu vực đông Đại Tây Dương, theo Fish Base chỉ có tại vùng duyên hải từ Senegal tới Congo. Chúng ăn động vật giáp xác và cá.

## Hình ảnh

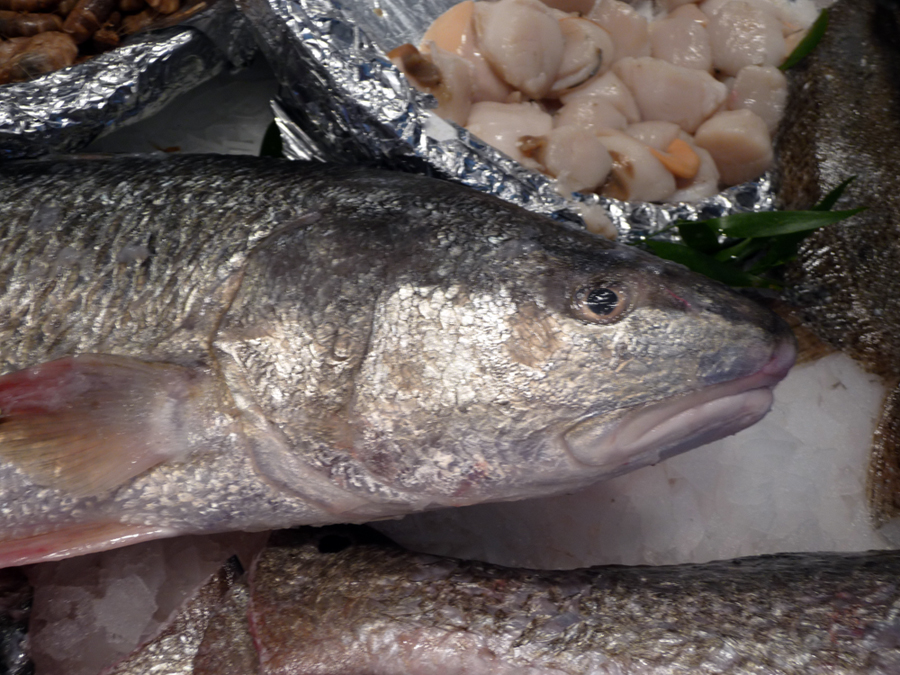
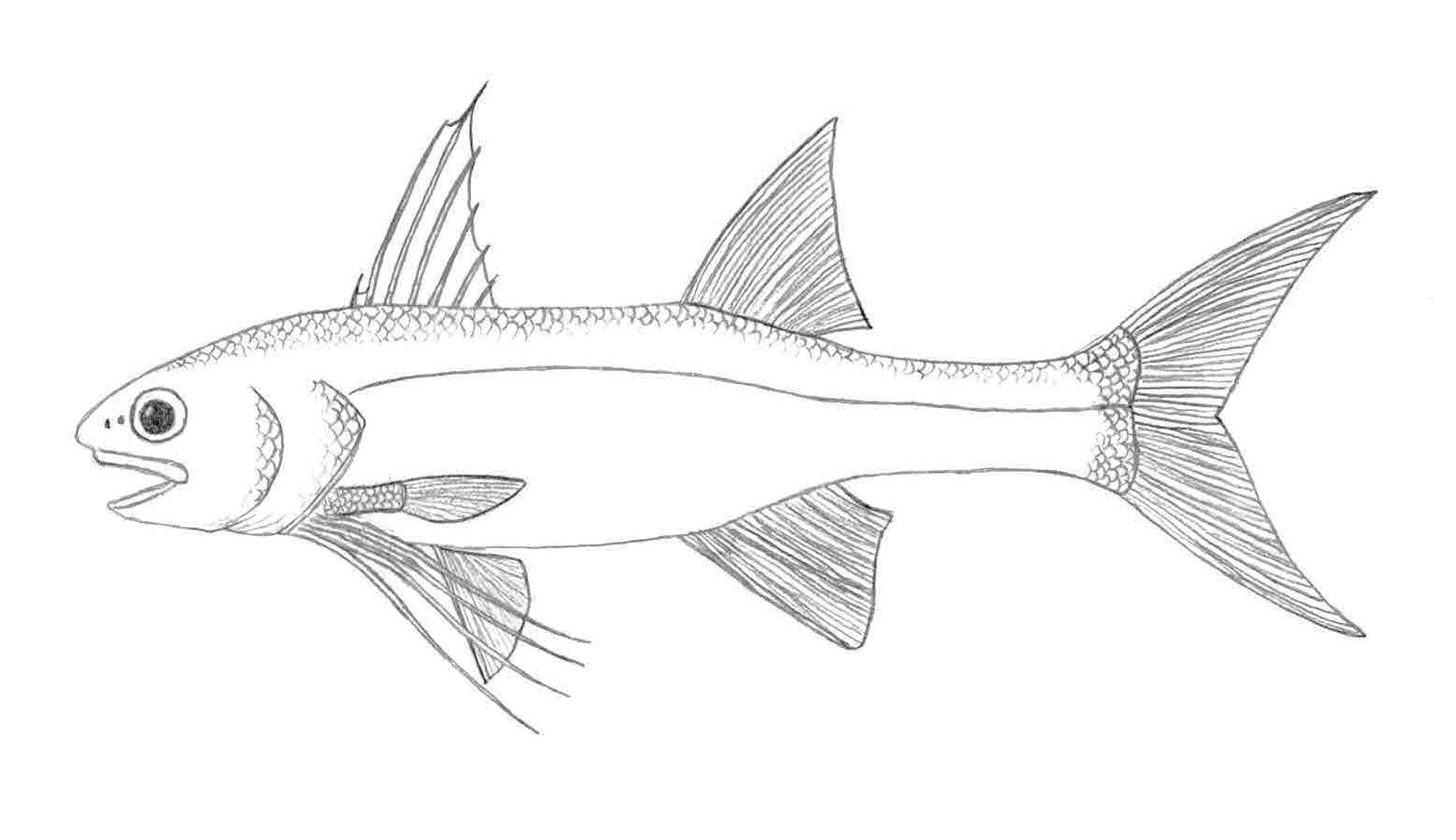

- Tập tin:Atlantic threadfin (Polydactylus octonemus).jpg